# Шестов, Андрей Петрович
Андрей Петрович Шестов (1783 — 30 июля 1847) — русский купец и общественный деятель Российской Империи, московский городской голова с 1843 по 1845 год.

## Биография
Уроженец Боровска. Вместе с братьями занимался торговлей, в том числе чайной, а позже заводческой и банковской деятельностью. Во время войны 1812 года понёс существенные потери. Отправлял в Москве несколько должностей на протяжении ряда лет. В должности московского городского головы покровительствовал мещанам и ремесленникам, снизил городские налоги и снискал народную любовь. Его похороны были многолюдными. Похоронен в Даниловом монастыре, который активно спонсировал при жизни, о чём повествует мемориальная табличка на Троицком соборе.

## Личная жизнь
Супруга — Ульяна Федоровна Шестова (в девичестве Вишнякова; скончалась 24 июля 1847 г., менее чем за неделю до смерти мужа. Похоронена также в Даниловом монастыре).
Александр Сергеевич Ушаков в сборнике «Наше купечество и торговля с серьезной и карикатурной стороны» характеризовал Андрея Петровича следующим образом: 
Широкий размах и нерасположенность к мелочам были его прямой потребностью. Ему не жилось иначе. Но вместе с тем его нередко рискованные предприятия не были следствием удовлетворения личного расположения к роскоши, к открытой жизни, к излишествам. Напротив, он был нетребователен и крайне умерен, даже скуп.

## Интересные факты
- Шестов жил в Лаврушинском переулке, в доме, где сегодня расположена Третьяковская галерея.
- Финансово участвовал в строительстве (или, скорее, очередной перестройке) Храма святителя Николая в Толмачах.